# Eumerus hemipterus
Eumerus hemipterus är en tvåvingeart som beskrevs av Mario Bezzi 1928. Eumerus hemipterus ingår i släktet månblomflugor, och familjen blomflugor.
Artens utbredningsområde är Fiji. Inga underarter finns listade i Catalogue of Life.